# Mykola Chrjapa
Mykola Volodymyrovyč Chrjapa (in ucraino Микола Володимирович Хряпа?; Kiev, 7 giugno 1979 – Saratov, 26 giugno 2024) è stato un cestista ucraino.

## Carriera
Con l'Ucraina disputò due edizioni dei Campionati europei (2001, 2003).

## Palmarès
- FIBA Europe League: 1

UNICS Kazan': 2003-04